# Ciudad del Este
Ciudad del Este is de hoofdstad van het departement Alto Paraná en een gemeente (in Paraguay un distrito genoemd). De stad werd gesticht in 1957 en werd oorspronkelijk 'Puerto Flor de Lis' genoemd, vervolgens tot 1989 Puerto Presidente Stroessner (naar dictator Alfredo Stroessner). Het is verbonden met de grotere Braziliaanse stad Foz do Iguaçu door de Puente Internacional de la Amistad (Internationale Brug van de Vriendschap).
De stad is qua inwonertal de tweede van Paraguay en telt circa 300.000 inwoners.  In de nabijheid ligt het Guaraní International Airport.
Ciudad del Este is verantwoordelijk voor bijna 60% van het bruto nationaal product. Het is de derde taxfreezone in de wereld na Miami en Hongkong en samen met Foz do Iguaçu hoofdkwartier van het bedrijf dat de beroemde en nabijgelegen Itaipudam exploiteert. De stad is grotendeels afhankelijk van de Braziliaanse economie, aangezien de stad wordt bezocht door grote aantallen Brazilianen. De zwarte markt van de stad is berucht en smokkel is nog altijd de belangrijkste inkomstenbron. Ciudad del Este staat bekend om relatief hoge criminaliteitscijfers.
In de stad wonen veel Aziaten van origine, waaronder afstammelingen uit Taiwan en Iran. Het eerste land was verantwoordelijk voor de bouw van het gemeentehuis in ruil voor Paraguayaanse steun in de Verenigde Naties.
De stad is de zetel van een rooms-katholiek bisdom.
Ciudad del Este was met het stadion Estadio Antonio Aranda in 1999 speelstad bij het voetbaltoernooi Copa América. Voetbalclub Club Atletico 3 de Febrero is de vaste bespeler van dit stadion.

## Geboren
- Fabián Balbuena (1991), voetballer